# Pilton (Somerset)
Pilton is een civil parish in het bestuurlijke gebied Mendip, in het Engelse graafschap Somerset met 998 inwoners.

## Cultuur
De plaats is bekend vanwege de locatie van het Glastonbury Festival, dat wordt georganiseerd door een inwoner van Pilton. Omdat het de plaats is waar het festival wordt gehouden, krijgen alle dorpelingen een gratis ticket voor het festival.